# Francesco Spezzino
Francesco Spezzino (La Spezia, XVI secolo – Genova, 1579) è stato un pittore italiano.

## Biografia
Fu pittore attivo in Genova nel XVI secolo. Di lui si hanno poche notizie, anche perché morì in giovane età durante una delle ricorrenti pestilenze, nel 1579. 

Ignota è la sua data di nascita, mentre l'appellativo ne dichiara chiaramente il luogo di nascita o quantomeno l'origine familiare.
Si sa per certo che, portato alle belle arti, fu presto mandato a Genova alla scuola di Luca Cambiaso e di Giovan Battista Castello dove si formò influenzato dai modi di Giulio Romano e di Andrea del Sarto.
A motivo della sua morte prematura la sua produzione è rimasta quantitativamente limitata. Di lui si ricordano dipinti a carattere sacro per alcune chiese genovesi: 
- un'Annunciazione per la chiesa di Santa Maria delle Vigne
- una Pietà del 1578 per la chiesa di San Colombano, annessa all'Ospedale degli Incurabili (a Piccapietra, demolita nel XX secolo).
- una piccola tavola del Diluvio universale.

L'artista fu anche incaricato del delicato restauro della preziosa tavola del Lapidazione di santo Stefano di Giulio Romano, nella chiesa di Santo Stefano, che era stata danneggiata da un colpo d'archibugio esploso durante una sommossa nell'anno 1575.